# 케이맨 해구

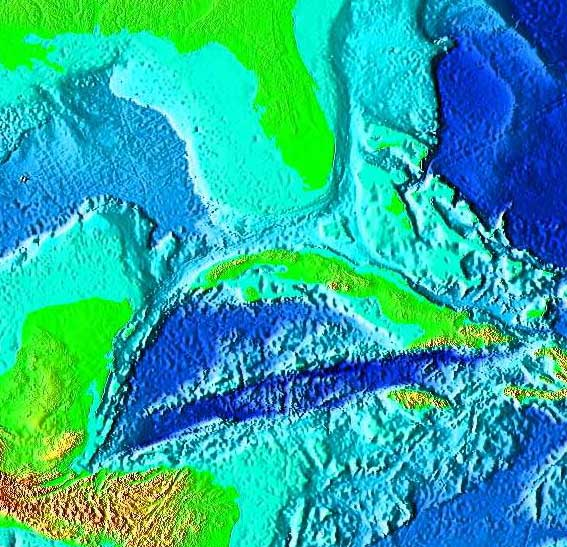
케이맨 해구의 적외선 사진, 해저와 해발 디지털 데이터베이스로 만듦

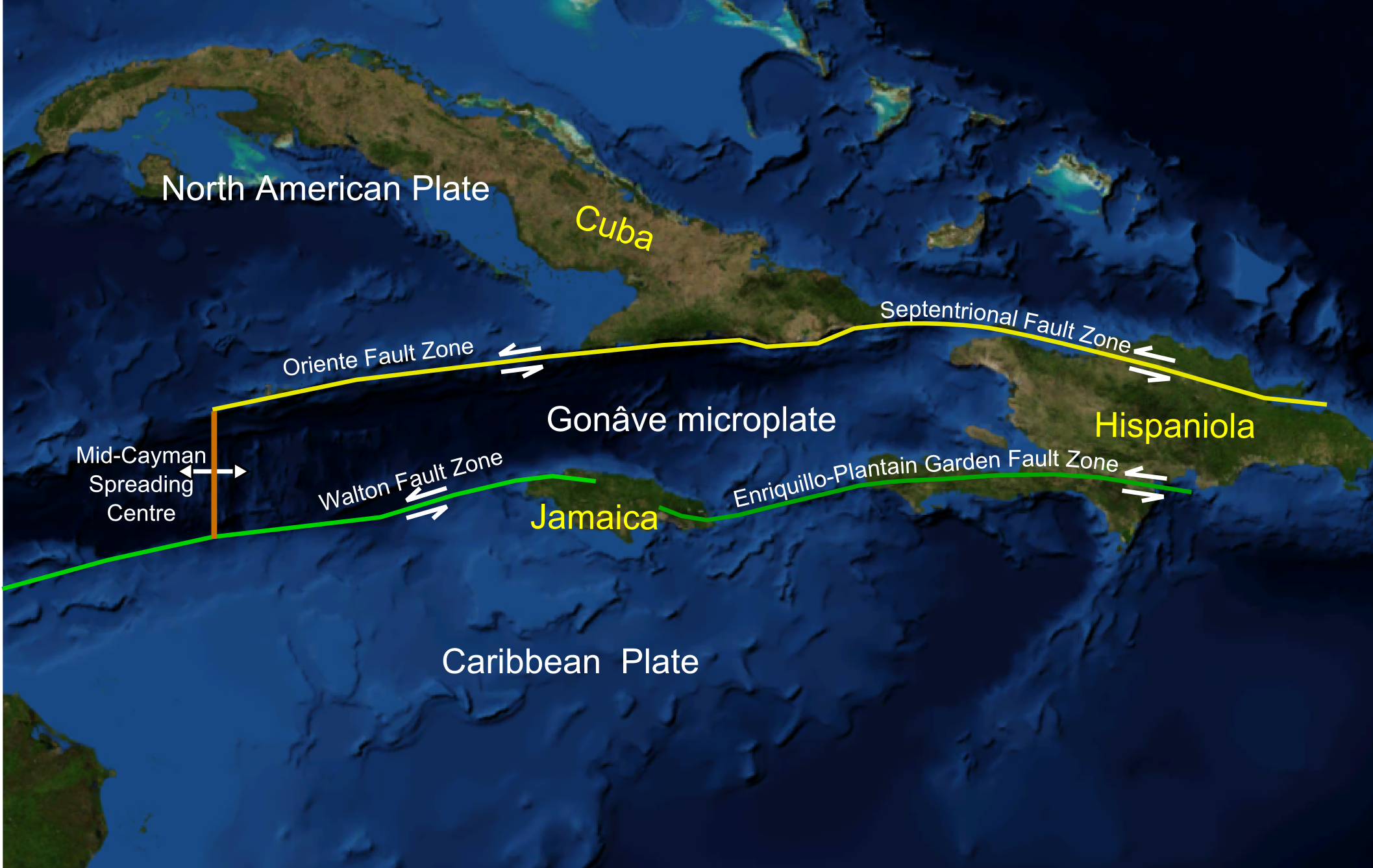
고나브 미판의 서쪽 경계 위에 펼쳐진 중앙 케이맨 해구

케이맨 해구(Cayman Trough 또는 Cayman Trench)는 복합 변환단층 지역으로 자메이카와 케이맨 제도 사이의 카리브해 서부의 바닥에 작은 발산형 경계를 포함하고 있는 인리형 분지(pull apart basin)이다. 이곳은 카리브해에서 가장 깊은 지점으며, 판구조론에서 북아메리카 판과 카리브 판 경계의 일부인 고나브 미판을 이루고 있다. 쿠바의 시에라 마에스트라의 남쪽으로 향하는 윈드워드 해협에서 과테말라 쪽으로 뻗어나가고 있다. 그 변형은 과테말라를 가로지르는 모타과 단층으로 연안으로 이어져 태평양 앞바다로 뻗어가고, 그곳에서 중앙 아메리카 해구 섭입대 지역과 교차하게 된다.

## 같이 보기
- 해구
- 푸에르토리코 해구
- 고나브 미판